# DR 18 201
La locomotive express n° 18 201 de la Deutsche Reichsbahn a été construite en 1961 à Meiningen Thuringe  (République Fédérale d'Allemagne), renommée par la suite 02 0201-0, est une locomotive à vapeur de type Pacific. C'est la locomotive à vapeur la plus rapide au monde encore en état de marche en 2014. Elle apparaît en 1960-1961 aux ateliers de Meiningen comme une conversion de la locomotive 61 002 qui était autrefois utilisé devant le train Henschel-Wegmann, du tender de la 44 468 et de pièces des H 45 024 et d’une locomotive de la classe 41.

## Genèse
La motivation pour la conversion est tout d'abord que, comme le seul spécimen de son type, la locomotive 61 002 ne pouvait pas vraiment être utilisée pour les services réguliers, et d'autre part l'institut de recherche de VES-M Halle avait besoin d'urgence de locomotive qui pourrait atteindre au moins 160 km/h afin de tester les voitures de voyageurs.
Pour la transformation, on a utilisé une chaudière de nouvelle conception conçue à l'origine pour la classe 22 et des parties de la locomotive haute pression DR Classe 45, qui n'a pas été retenue (cylindres extérieurs, roues arrière et partie arrière du châssis de la locomotive) ainsi que le tender de la locomotive 44 468 ont été utilisés.  Le cylindre intérieur du moteur à trois cylindres n'a cependant pas été repris de la 61 002, mais un nouveau cylindre a été fabriqué en tenant compte de la pression de la chaudière de 16 bars au lieu des 20 bars de l'ancienne chaudière.  Les autres améliorations techniques étaient un frein dynamique du système Riggenbach et un éjecteur Giesl. La locomotive était carénée à l'avant et au-dessus des raccords de chaudière.
La nouvelle locomotive a reçu son numéro en souvenir de la première locomotive allemande dotée d'une disposition des roues de type 231 ("Pacific"), la Baden IV f des Chemins der fer de Bade (qui deviendra la classe 18.2 de la DRG).
En 1967 elle a été convertie à utiliser le mazout comme combustible. Avec l'informatisation, la locomotive a pris le numéro 02 0201-0. 
En 1972 elle atteint, à l'occasion d'un essai, la vitesse record de 182,4 km/h ce qui en fait une des locomotives à vapeur les plus rapides au monde en 2014 (et la plus rapide encore en service). C'est aussi la locomotive de type 231 à posséder les plus grandes roues motrices (2,30 m de diamètre).
La locomotive 18 201 a occasionnellement tracté des trains réguliers jusque dans les années 1970. Cependant, pour éviter l'usure, l'utilisation en service régulier a été interdite à partir de 1966/67.

## Fonctions en tant que locomotive du patrimoine
Depuis 1980, la locomotive est principalement utilisée pour le transport de trains historiques et de trains spéciaux, souvent avec un deuxième tender afin de pouvoir effectuer des trajets de longue distance sans avoir besoin de se réapprovisionner en eau. La locomotive a été remise à l'entreprise "Dampf-Plus" le 4 avril 2002, après avoir été entièrement révisée à son lieu de naissance, à la fabrique de locomotives à vapeur de Meiningen. 
À l'origine, la locomotive portait une livrée verte avec des bandes blanches. Entre le 30 avril 2002 et le 10 juillet 2005, elle a été repeinte dans une livrée rouge spéciale (RAL 3003, rouge rubis) sponsorisée par le fabricant de trains miniatures, Roco. Aujourd'hui, elle est à nouveau peinte dans sa couleur verte traditionnelle (RAL 6020, vert oxyde de chrome).

## La18 201aujourd'hui
La locomotive est restée opérationnelle jusqu'en 1997 et a ensuite été garée. Afin de la réactiver Christian Goldschagg et Axel Zwingenberger, propriétaires fondent la société Dampf-Plus. Avec l'argent de cette société, la locomotive a été remise à neuf à Meiningen et remise aux investisseurs le 4 avril 2002. Dans ce contexte, Dampf-Plus avait conclu un accord de coopération avec le musée de la DB en tant que sponsor. Un litige est survenu avec la Deutsche Bahn AG concernant la conservation du contenu du contrat, et en mars 2004, les accords de coopération ont été définitivement résiliés. Pour compenser les pertes de l'entreprise, une vente de la locomotive a été envisagée (il a même été question de l'étranger comme les États-Unis et le Canada).
La dernière course spéciale de la 18 201 a eu lieu le 16 juillet 2005 avant plusieurs mois d'indisponibilité. La livrée rouge spéciale a été - comme prévu - remplacée par la peinture verte d'origine. Depuis sa remise en état, la locomotive est stationnée à Nossen. Elle est classée comme monument historique de la ville de Halle. Ses gardiens ont autorisé ce stationnement pendant une longue période ; mais cela ne signifiait pas que son exportation était prévue.
Lors de la célébration des 160 ans de la Schiefe Ebene en septembre 2008, organisée par le Musée allemand de la locomotive à vapeur à Neuenmarkt, la 18 201 était enfin de retour en action.
Depuis 2005, la locomotive est la propriété de Christian Goldschagg. En mars 2006, Axel Zwingenberger a créé un trust sous le nom de Stiftung Dampflok 18 201 et l'a confié à la Deutsche Stiftung Denkmalschutz.
Fin 2018, toutes les échéances relatives aux trains de roulement et à la chaudière de la locomotive classée 18 201 ont expiré après huit ans depuis la dernière inspection principale. Le 14 août 2019, la 18 201 a été vendue à WFL GmbH & Co. KG, Potsdam, Allemagne. WFL fait inspecter la locomotive afin de la remettre en état de marche.

## Modélisme

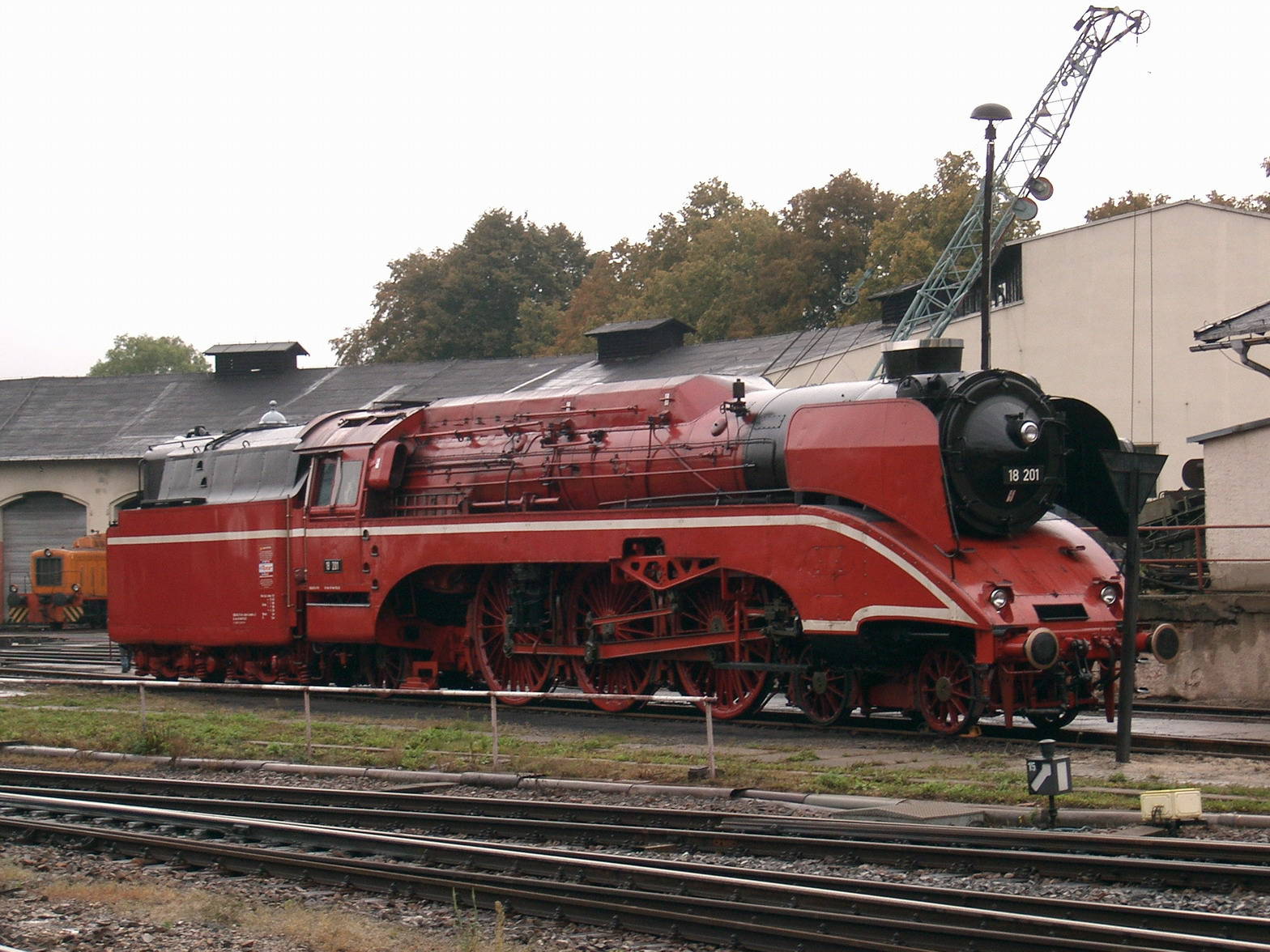
La locomotive 18201 le 25 septembre 2004 en livrée rouge.

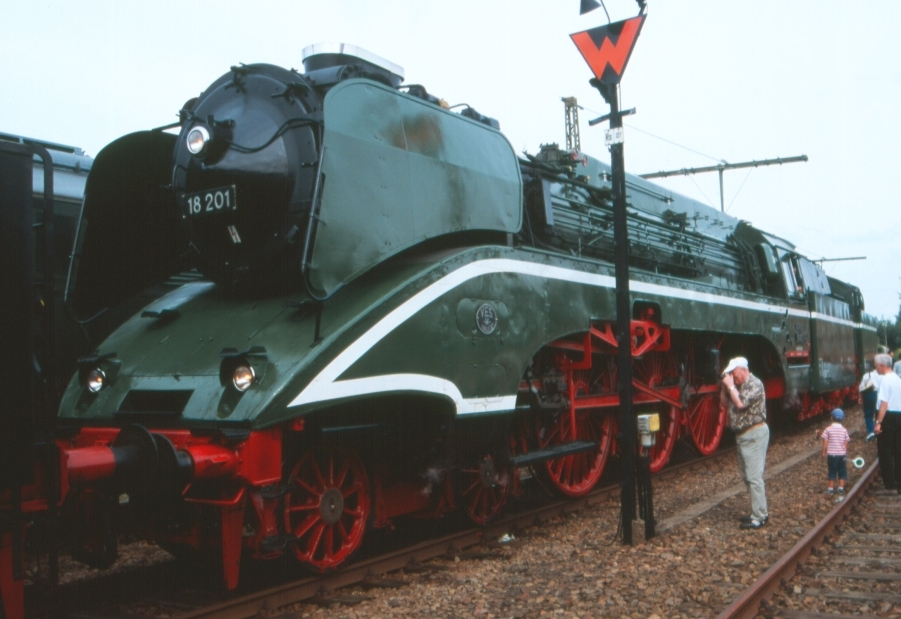
La locomotive 18201 en août 2005 de nouveau en livrée verte.

La locomotive a notamment été reproduite par Roco à l'échelle HO et par Arnold à l’échelle N.